# ألوكسيبرين
ألوكسيبرين Aloxiprin أو ألمنيوم أسيتيل ساليسيلات يستخدم لعلاج الألم والالتهاب المتعلق بالهيكل العضلي، وأمراض المفاصل. يستخدم لخصائصه المضادة للالتهاب والمسكنة للألم والخافضة للحرارة.

## كيميائيا
هو عبارة عن جمع بين هيدروكسيد الألمنيوم والأسبيرين.

## آلية العمل
يملك آلية عمل مشابهة للأسبيرين حيث يعمل على تثبيط ال سيكلواوكسيجيناز وهذا بدوره يثبط الاصطناع الحيوي للبروستاغلاندين والثرومبوكسان. وهو يعمل أيضا على تثبيط التصاق الصفيحات.

## الجرعة
600-1200ملغ 3مرات يوميا.

## موانع الاستعمال
- الأشخاص الذين يعانون من الحساسية للساليسيلات.
- الأشخاص الذين يعانون من قرحة المعدة والأمعاء.
- الأشخاص الذين يعانون من فشل الكبد أو الفشل الكلوي.
- النساء الحوامل في الثلث الثالث من الحمل.
- المرضعات.
- استخدامه مع مركبات الساليسيلات الأخرى.
- استخدامه مه مضادات الالتهاب اللاستيروئيدية الأخرى.
- الأطفال دون ال16 سنة لاحتمال حدوث متلازمة راي.
- مرضى الناعور والاضطرابات النزفية.

## الآثار الجانبية
- اضطرابات الجهاز الهضمي.
- اضطرابات الدم، مثل قلة الصفيحات قلة الصفيحات.
- salicylism
- آثار جانبية قاتلة: سمية كبدية، والحساسية.

## التداخلات الدوائية
- زيادة امتصاص الساليسيلات وارتفاع المستويات البلازمية مع الميتوكلوبراميد عند مرضى الشقيقة.
- تزداد قمة التركيز مع الميتوبرولول.
- تنقص قمة التركيز ويزداد خطر النزف الهضمي والقرحات مع الكورتيكوستيروئيدات.
- يزداد الإطراح مع مضادات الحموضة.
- يزيد من الفعالية المضادة للتخثر للكومارين.
- يزيد من فعالية السلفونيل يوريا والفالبروات والميثوتريكسات والفينتوئين والزافيرولوكاست.
- التناول مع الكحول يزيد من الآثار الهضمية.